# Barjas (kommunhuvudort)
Barjas är en kommunhuvudort i Spanien.   Den ligger i provinsen Provincia de León och regionen Kastilien och Leon, i den nordvästra delen av landet, 400 km nordväst om huvudstaden Madrid. Barjas ligger 845 meter över havet och antalet invånare är 355.
Terrängen runt Barjas är huvudsakligen kuperad, men åt sydost är den bergig. Runt Barjas är det mycket glesbefolkat, med 6 invånare per kvadratkilometer. Närmaste större samhälle är Villafranca del Bierzo, 13,8 km öster om Barjas. I omgivningarna runt Barjas växer i huvudsak blandskog.